# Michael Batiste
Michael James « Mike » Batiste, né le 21 novembre 1977 à Long Beach en Californie, est un joueur puis entraîneur américain de basket-ball.

## Biographie
En juillet 2023, Mike Batiste est nommé entraîneur adjoint des Raptors de Toronto.

## Clubs successifs
- 1995-1996 :  Long Beach CC
- 1996-1999 :  Arizona State Sun Devils (NCAA)
- 2000-2001 :  Spirou Charleroi (Division 1)
- 2001-2002 :  Pallacanestro Biella (LegA)
- 2002-2003 :  Grizzlies de Memphis (NBA)
- 2003-2012 :  Panathinaïkos AO (ESAKE)
- 2012-2013 :  Fenerbahçe Ülker

## Palmarès

### En club
- Vainqueur de l'Euroligue : 2007, 2009, 2011
- Champion de Grèce : 2004, 2005, 2006, 2007, 2008, 2009, 2010
- Vainqueur de la Coupe de Grèce : 2005, 2006, 2007, 2008, 2009

### Distinctions personnelles
- Nommé dans le cinq majeur de l'Euroligue en 2011
- Nommé dans le deuxième cinq de l'Euroligue en 2012[2].